# 南新乡
南新乡是中国江西省南昌市南昌县下辖的一个乡。

## 行政区划
南新乡共辖2个居委会和21个行政村，分别是：
楼前街居委会、黄渡街居委会、楼前村、山上村、南新村、塘头村、九联村、范湖村、程湖村、建新村、丰洲村、团结村、潭口村、爱民村、大港村、芳洲村、东邺村、友好村、西江村、新洲村、黄渡村、中徐村、周坊村。